# Winthemia rubricornis
Winthemia rubricornis là một loài ruồi trong họ Tachinidae.